# (31813) 1999 RF41
(31813) 1999 RF41 est un objet de la ceinture principale d'astéroïdes intérieure découvert en 1999.

## Description
(31813) 1999 RF41 a été découvert le 13 septembre 1999 à l'observatoire Magdalena Ridge, situé dans le comté de Socorro, au Nouveau-Mexique (États-Unis), par le projet Lincoln Near-Earth Asteroid Research (LINEAR).

### Caractéristiques orbitales
L'orbite de cet astéroïde est caractérisée par un demi-grand axe de 1,93 ua, un périhélie de 1,68 ua, une excentricité de 0,13 et une inclinaison de 23,01° par rapport à l'écliptique. Du fait de ces caractéristiques, à savoir un demi-grand axe inférieur à 2 ua et un périhélie supérieur à 1,666 ua, il est classé, selon la JPL Small-Body Database, objet de la ceinture principale d'astéroïdes intérieure.

### Caractéristiques physiques
(31813) 1999 RF41 a une magnitude absolue (H) de 15,6 et un albédo estimé à 0,063.